# Brickplayer

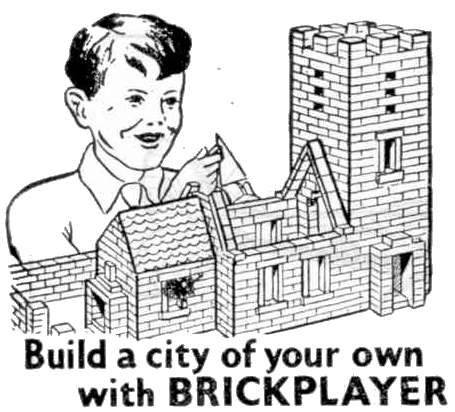
Konstgjorda tegelstenar för modellbygge

Brickplayer var en brittisk byggsats tillverkad av J.W. Spear & Sons från Enfield i norra London från 1938 till mitten av 1960-talet. Det annonserades att realistiska modeller av byggnader kunde skapas "med äkta tegel och murbruk". Tidiga efterkrigssatser designades för att bygga modeller i skala 1:27, men från 1949 designades de alla i samma skala som modelljärnvägar i 0-skala (skala 1:48) och regelbundet tillhandahölls instruktioner för järnvägsstationer. Med tiden blev 00-skalan och H0-skalan populära för modelljärnvägar, särskilt i Storbritannien förekom de mycket populära Hornby Railways-modellerna. Men i mitten av 1960-talet ersattes de av de mer lättanvända Legokonstruktionerna. 

## Byggstenar
Satsen innehöll ett stort antal tegelstenar (keramik eller terrakotta), varav den största mätte en tum i längd, en halv tum på djupet och en kvarts tum på höjden (0,25 eller 0,22 tum). De tillhandahöll också fönster, dörrar, takkomponenter och en sorts cement, tillsammans med instruktioner för att bygga ett urval av fördesignade modeller. Ägare av Brickplayer kunde också designa och bygga egna modeller. Under flera år utlyste Spears en tävling om originalmodeller, med priser till de bästa inskickade.
Modellerna var inte permanenta. Även om "bruket" (som var en blandning av mjöl och krita) gjorde modellerna solida, kunde de demonteras genom att blötläggas i vatten och tegelstenarna användas igen för att bygga en ny modell. Byggsatsen innehöll tillräckligt med klossar för att bygga någon av modellerna i den tillhörande instruktionsboken, men inte tillräckligt för att bygga alla modeller samtidigt.
En annan populär byggleksak från samma tid var Bayko. Dess modeller av bakelit kunde byggas snabbare men var mindre realistiska och systemet gav mindre möjligheter att skapa originella modeller.

## Historik

### Före kriget
Brickplayer lanserades i Storbritannien 1938, med två storlekar av byggsatsen som kallades B5 och B7. Den större B7-satsen hade instruktioner och material för att bygga fem modeller, medan endast tre av dessa var möjliga med B5-satsen. Modellerna var ganska grova och inte utformade i en konsekvent skala. Fönster och dörrar gjordes av tryckt kartong som skars ut och stacks in i respektive utrymme mellan tegelstenarna.
Spearsfabriken ägnade sig åt krigsprodukter under andra världskriget. Tillverkningen av byggsatserna togs upp igen en kort tid efter krigsslutet men upphörde sedan. Få byggsatser har överlevt.

### Tidiga Brickplayer
År 1947 lanserades byggsatserna 1 och 2 (Kit 1 och Kit 2) och B5 och B7 drogs tillbaka. De nya byggsatserna innehöll flera förbättringar. Dörr- och fönsterkarmar tillhandahölls av metall, i vilka dörrinsatser av metall eller utskurna fönsterinsatser av ett akrylplastliknande material. Satsen innehöll instruktioner och komponenter för att bygga åtta modeller (Kit 2 eller 4 för Kit 1), främst i skalan 1:27 som var populär bland vissa andra modeller på den tiden. I dessa och alla senare Brickplayer-byggsatser annonserades modellerna som "arkitektritade" och man kunde med rätta hävda att de var realistiska.
Dessa byggsatser drogs tillbaka efter bara två år, men några få har överlevt.

### Standard Brickplayer
Spears lanserade ytterligare ett par omdesignade byggsatser 1949 (Kit 3 och Kit 4). De innehöll instruktioner och komponenter för tolv nya modeller (Kit 4, eller sex modeller för Kit 3), nu i skala 1:48. Mer realistiska fönster med glaslister och spröjsar). Kit 4 hade till och med burspråk och tegelstenar för att skapa väggar med 45° vinkel.
Byggsatserna blev framgångsrika, och många har därför överlevt. Versioner producerades exklusivt för den amerikanska marknaden, med instruktioner för en uppsättning modeller som var mer lämpade för amerikanska byggstilar. Kits 3 och 4 såldes troligen också i andra länder med instruktionerna översatta, till exempel till franska.
Efter denna framgång marknadsfördes ett ’’Brickplayer Farm-kit’’ i början av 1950-talet. Detta var Spears mest ambitiösa (och dyraste) erbjudande hittills. Instruktioner gavs för en rad gårdsbyggnader, där häftet också specificerade en layout för att placera hela modelluppsättningen i en realistisk gårdsscen. Det fanns inte tillräckligt med tegelstenar i själva Farm-satsen för att bygga alla modeller, men en separat tillbehörssats av "2000 Bricks" tillhandahöll de nödvändiga extra tegelstenarna. Dessa byggsatser verkar ha mött en mer begränsad framgång, och överlevande kit är sällsynta.

### Samtida Brickplayer
Ytterligare en omdesign kom 1959, kanske föranledd av en minskad försäljning och en känsla av att modellerna började vara utdaterade. Nya tegelstenar tillkom, men samma grundsten och skala 1:48 behölls, men i en blekare färg och med skarpa hörn. Fönsterna gjordes också om och modellerna hade arkitektoniska stilar som skulle ha sett moderna ut på 1960-talet. Tre nya kit, A, B och C producerades, och såldes åtminstone till en början tillsammans med Kit 3 och 4. Den största av de nya kiten, Kit C, gjorde det möjligt att bygga tolv modeller, medan endast sex av dessa kunde byggas med Kit B och tre med Kit A.
Relanseringen verkar ha varit framgångsrik, med många Kit A och B som har överlevt (även om Kit C är mer sällsynt). Inte desto mindre innebar populariteten av de mindre skalorna för modelljärnvägarna, tillsammans med den enkla konstruktionen som erbjöds av nya plastleksaker, att Brickplayer upphörde med produktionen i mitten av 1960-talet.
När modellerna var välgjorda, var de mycket realistiska och många fastighetsmäklare placerade en modell eller två i sina skyltfönster.